# Northwest League
Die Northwest League of Professional Baseball (oder einfach nur Northwest League oder NWL) ist eine kleine Class A Short Season Liga im Nordwesten der USA und im Westen Kanadas. Die Saison des NWL beginnt Mitte Juni und endet Anfang September. Alle acht Teams sind mit einem Team der Major League verbunden.
Die Northwest League existiert seit 1890 in verschiedenen Formen und ist seit 1955 in ihrer jetzigen Form. Die heutige NWL ist der Nachkomme der Western International League (WIL), einer Class B Liga von 1937 bis 1951 (mit Unterbrechung während des Zweiten Weltkriegs) und der Class A von 1952 bis 1954. Die Liga reformierte sich zur Northwest League und fiel in der Saison 1955 in die Class B.
In der letzten Saison hatte die WIL zehn Teams, davon vier in Kanada. Die sechs US-Städte plus Eugene waren 1955 die sieben Gründungsteams der Northwest League. Während der fünfzigsten Saison im Jahr 2004 waren fünf der sieben ursprünglichen Städte in der Liga. Die Northwest League wechselte 1966 auf einen Kurzsaisonplan.